# 難波三綱
難波 三綱（なにわ の みつな）は、飛鳥時代の人物。姓は吉士。
672年の壬申の乱で大海人皇子（天武天皇）の側につき、都を脱出した大津皇子に同行した。

## 出自
難波氏（難波吉士）は渡来系の氏族であるが、吉士族は阿倍氏の管理下に置かれていたことから、阿倍氏の遠祖である大彦命の後裔を称した。

## 経歴
壬申の乱の勃発時、三綱は近江大津宮がある大津にいたらしい。大海人皇子が挙兵を決めたとき、その子・高市皇子と大津皇子も敵の本拠である大津にいた。二人は共々都を脱し、二手に分かれて父のあとを追った。難波三綱は大津皇子の一行に加わり、25日深夜に伊勢国の鈴鹿関に到達し、翌朝朝明郡の迹太川の辺で合流を果たした。ともに朝明郡に辿り着いたのは、大津皇子のほかに、大分恵尺、駒田忍人、山辺安摩呂、小墾田猪手、埿部眡枳、大分稚臣、根金身、漆部友背であった。この後の内戦で難波三綱が果たした活動については記録がない。